# 미나미주쿠역
미나미주쿠역(일본어: 南宿駅)은 일본 기후현 하시마시에 위치한 나고야 철도 다케하나선의 철도역이다. 역 번호는 TH 03이며, 상대식 승강장 2면 2선의 구조를 갖춘 지상역이다.

## 타는 곳
| 1 | ■ 다케하나선 | 하행 | 신하시마 방면                |
| 2 | ■ 다케하나선 | 상행 | 가사마쓰 · 메이테쓰기후 방면 |

## 이용 현황
- 2013년 기준 : 899명

## 역 주변
- 아지카 커뮤니티 센터

## 인접 역
| 나고야 철도 다케하나선       | 나고야 철도 다케하나선 | 나고야 철도 다케하나선 |
| ---------------------------- | ---------------------- | ---------------------- |
| TH 02 야나이즈 가사마쓰 방면 | ■ 다케하나선           | 스카 TH 04 에기라 방면 |